# Solliès-Toucas
Solliès-Toucas – miejscowość i gmina we Francji, w regionie Prowansja-Alpy-Lazurowe Wybrzeże, w departamencie Var.
Według danych na rok 1990 gminę zamieszkiwało 3439 osób, a gęstość zaludnienia wynosiła 114 osób/km² (wśród 963 gmin regionu Prowansja-Alpy-W. Lazurowe Solliès-Toucas plasuje się na 174. miejscu pod względem liczby ludności, natomiast pod względem powierzchni na miejscu 330.).